# Zorynsk
Zorynsk (tiếng Ukraina: Зоринськ) là một thành phố của Ukraina. Thành phố này thuộc tỉnh Luhansk. Thành phố này có diện tích 8.68 km2, dân số theo điều tra dân số năm 2001 là 8838 người. Nhưng đến năm 2020 thì dân số đã giảm xuống còn 7,150 người do Bất ổn tại Ukraina năm 2014.